# Biophytum intermedium
Biophytum intermedium là một loài thực vật có hoa trong họ Chua me đất. Loài này được Wight mô tả khoa học đầu tiên năm 1840.